# Falagountou
Falagountou ist sowohl eine Gemeinde (französisch commune rurale) als auch ein dasselbe Gebiet umfassendes Departement im westafrikanischen Staat Burkina Faso in der Region Sahel und der Provinz Séno. Die Gemeinde hat in 13 Dörfern 26.047 Einwohner, in der Mehrzahl Angehörige der Songhai. Die Fläche beträgt 603 km². Bei Falagountou mündet der Féléol in den Gorouol. 
Der Legende nach ist Bamoye Gründer von Falagountou. Er soll ein unbesiegbarer Krieger gewesen sein, der gegen die Tuareg gekämpft hat. Sein Grab ist in Falagountou zu besichtigen.